# Хрупалла, Тино
Тино Хрупа́лла (нем. Tino Chrupalla; род. 14 апреля 1975, Вайсвассер, ГДР) — германский политик. С 2019 года сопредседатель партии «Альтернатива для Германии» совместно с Йоргом Мойтеном, с 2022 года — совместно с Алисой Вайдель. Член бундестага с 2017 года.

## Биография
Родился 14 апреля 1975 года в городе Вайсвассере в ГДР. В 1991 году окончил среднюю школу.
В 1994 году освоил профессию маляра-лакировщика. Затем проходил альтернативную гражданскую службу. С 2000 по 2003 год обучался на мастера в Гёрлице и Дрездене.
С 2003 года работал мастером малярного дела.
В 2015 году вступил в партию «Альтернатива для Германии» (АдГ).
В 2017 году на выборах в бундестаг в избирательном округе района Гёрлиц (Саксония) победил генерального секретаря саксонского отделения ХДС Михаэля Кречмера, который до этого 15 лет был депутатом бундестага.
С сентября 2017 года был одним из пяти заместителей председателя федеральной парламентской группы АдГ.
30 ноября 2019 года избран сопредседателем партии «Альтернатива для Германии» вместо Александра Гауланда, который сам предложил его кандидатуру.
Тино Хрупалла известен своим одобрением политики президента России Владимира Путина. Издание The Economist отмечает, что в 2023 году на приёме в посольстве РФ в Берлине по случаю Дня Победы Тино Хрупалла появился со значком в виде российского флага.